# Plantagehuis
Plantagehuis (en papiamento: kas di shon  literalmente Casa del señor, o Casa principal) es el nombre que recibe el edificio principal de las antiguas plantaciones en la isla de Curazao una dependencia de los Países Bajos en el Mar Caribe. Localmente estos edificios son conocidos como casas de campo (Landhuis), la casa de la plantación (plantagehuis) es un término que casi nunca se utiliza.

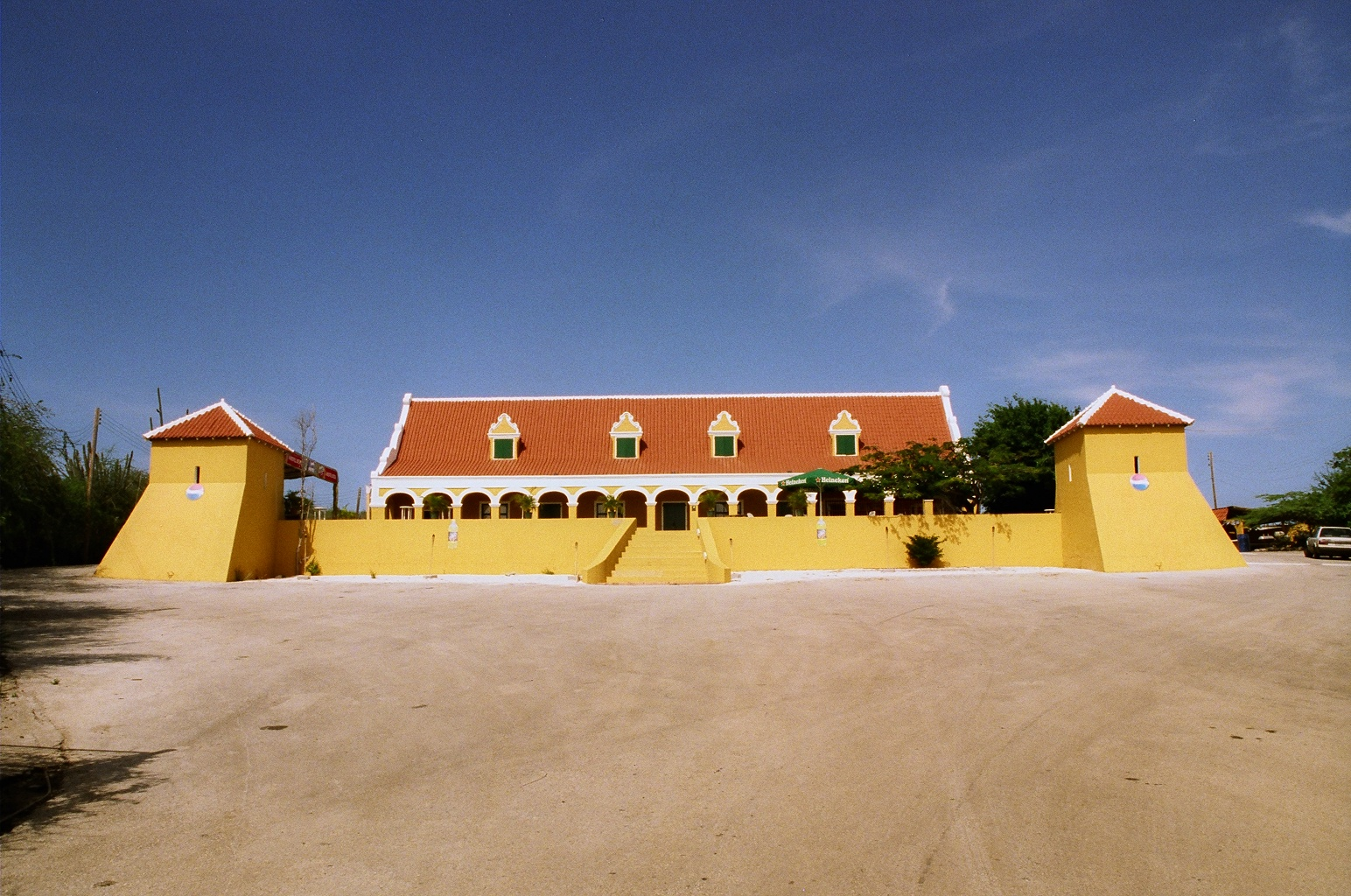
Plantagehuis Brievengat

Tras la conquista de la isla por la Compañía de las Indias Occidentales comenzó la construcción de las plantaciones para el cuidado de sus propiedades . Muy pronto estas plantaciones pasaron a manos privadas . Para albergarlos a ellos y a sus familias se construyeron casas de estilo holandés, que fueron adaptadas a las condiciones de la isla.